# Ben Gazzara
Biagio Anthony „Ben” Gazzarra (New York, 1930. augusztus 28. – New York, 2012. február 3.) Primetime Emmy-díjas amerikai színész, rendező.
Legismertebb filmjei közt található az Egy gyilkosság anatómiája (1959), az Elátkozottak utazása (1976), az Országúti diszkó (1989), A nagy Lebowski (1998), a Buffalo '66, avagy a megbokrosodott teendők (1998), A boldogságtól ordítani (1998), A Thomas Crown ügy (1999), az Egy sorozatgyilkos nyara (1999), a Dogville – A menedék (2003) és a Párizs, szeretlek! (2006).
Rendszeresen dolgozott együtt John Cassavetes rendezővel: feltűnt annak Férjek (1970), Egy kínai bukméker meggyilkolása (1976) és Premier (1977) című filmjeiben.
A  Run for Your Life (1965–1968) című drámasorozat főszereplőjeként három Golden Globe- és két Primetime Emmy-jelölést szerzett. A sorozat öt epizódját rendezőként is jegyzi, ahogyan a Columbo két részét és az 1990-ben bemutatott A tengeren túl című olasz filmet is. Első és egyetlen megnyert Primetime Emmy-díját a Pasifogó kísérletek (2002) című tévéfilmjével érdemelte ki.

## Válogatott filmográfia

### Film
| Év   | Magyar cím                                  | Eredeti cím                           | Szerep                      | Magyar hang         |
| ---- | ------------------------------------------- | ------------------------------------- | --------------------------- | ------------------- |
| 1957 |                                             | The Strange One                       | Jocko De Paris              |                     |
| 1959 | Egy gyilkosság anatómiája                   | Anatomy of a Murder                   | Frederick Manion hadnagy    | Sebestyén András    |
| 1960 |                                             | The Passionate Thief                  | Lello                       |                     |
| 1961 |                                             | The Young Doctors                     | Dr. David Coleman           |                     |
| 1962 |                                             | Convicts 4                            | John Resko                  |                     |
| 1962 |                                             | The Captive City                      | George Stubbs százados      |                     |
| 1965 |                                             | A Rage to Live                        | Roger Bannon                |                     |
| 1969 | Ha kedd van, akkor ez Belgium               | If It's Tuesday, This Must Be Belgium | kártyajátékos               |                     |
| 1969 | A remageni híd                              | The Bridge at Remagen                 | Angelo őrmester             | Barabás Kiss Zoltán |
| 1970 | Férjek                                      | Husbands                              | Harry                       |                     |
| 1972 |                                             | The Sicilian Connection               | Giuseppe 'Joe' Coppola      |                     |
| 1973 |                                             | The Neptune Factor                    | Adrian Blake parancsnok     |                     |
| 1975 | Capone                                      | Capone                                | Al Capone                   | Hegedűs D. Géza     |
| 1976 | Egy kínai bukméker meggyilkolása            | The Killing of a Chinese Bookie       | Cosmo Vittelli              | Végvári Tamás       |
| 1976 |                                             | High Velocity                         | Clifford Baumgartner        |                     |
| 1976 | Elátkozottak utazása                        | Voyage of the Damned                  | Morris Troper               | Fülöp Zsigmond      |
| 1976 | Elátkozottak utazása                        | Voyage of the Damned                  | Morris Troper               | Végvári Tamás       |
| 1977 | Premier                                     | Opening Night                         | Manny Victor                | Végvári Tamás       |
| 1979 |                                             | Saint Jack                            | Jack Flowers                |                     |
| 1979 | Vérvonal                                    | Bloodline                             | Rhys Williams               |                     |
| 1981 |                                             | Inchon                                | Frank Hallsworth őrmester   |                     |
| 1981 | És mindenki nevetett                        | They All Laughed                      | John Russo                  | Reviczky Gábor      |
| 1981 | A hétköznapi őrület meséi                   | Tales of Ordinary Madness             | Charles Serking             |                     |
| 1982 | A trieszti lány                             | The Girl from Trieste                 | Dino Romani                 |                     |
| 1984 | Szép kis botrány                            | A Proper Scandal                      | emlékek nélküli férfi       |                     |
| 1985 |                                             | My Dearest Son                        | Antonio Morelli             |                     |
| 1985 |                                             | La donna delle meraviglie             | Alberto                     |                     |
| 1986 | A hírhedt nápolyi                           | The Professor                         | Il Professore               |                     |
| 1987 |                                             | Control                               | Mike Zella                  |                     |
| 1988 | Varázsolj az életedért!                     | Quicker Than the Eye                  | Ben Norrell                 | Végvári Tamás       |
| 1988 | Don Bosco – Az ifjúság atyja és mestere     | Don Bosco                             | Don Bosco                   |                     |
| 1989 | Országúti diszkó                            | Road House                            | Brad Wesley                 | Makay Sándor        |
| 1989 | Országúti diszkó                            | Road House                            | Brad Wesley                 | Végvári Tamás       |
| 1989 | Országúti diszkó                            | Road House                            | Brad Wesley                 | Barbinek Péter      |
| 1990 | A tengeren túl                              | Oltre l'oceano                        | nem szerepel                | –                   |
| 1991 |                                             | Forever                               | Marcello Rondi              |                     |
| 1994 | A titokzatos kereszt                        | Sherwood's Travels                    | Raphael de Pietro           |                     |
| 1995 | Veszélyes zóna                              | The Zone                              | Dick Althorp                |                     |
| 1995 |                                             | Banditi                               | Amos                        |                     |
| 1996 |                                             | Ladykiller                            | Jack 'Jigsaw' Lasky hadnagy |                     |
| 1997 | A nagy dobás                                | Farmer & Chase                        | Farmer                      | Kristóf Tibor       |
| 1997 | Árnyék-összeesküvés                         | Shadow Conspiracy                     | Saxon alelnök               | Cs. Németh Lajos    |
| 1997 | Halálos mulatság                            | Stag                                  | Frank Grieco                | Forgács Gábor       |
| 1997 | A spanyol fogoly (A képlet csapdája)        | The Spanish Prisoner                  | Mr. Klein                   | Végvári Tamás       |
| 1997 |                                             | Vicious Circles                       | March                       |                     |
| 1998 |                                             | Too Tired to Die                      | John Sage                   |                     |
| 1998 | Buffalo '66, avagy a megbokrosodott teendők | Buffalo '66                           | Jimmy Brown                 | Végvári Tamás       |
| 1998 | A nagy Lebowski                             | The Big Lebowski                      | Jackie Treehorn             | Cs. Németh Lajos    |
| 1998 | A boldogságtól ordítani                     | Happiness                             | Lenny Jordan                | Dobránszky Zoltán   |
| 1998 |                                             | Illuminata                            | Old Flavio                  |                     |
| 1999 | Egy sorozatgyilkos nyara                    | Summer of Sam                         | Luigi                       | Perlaki István      |
| 1999 | A Thomas Crown-ügy                          | The Thomas Crown Affair               | Andrew Wallace              |                     |
| 2000 | Kék Hold                                    | Blue Moon                             | Frank Cavallo               |                     |
| 2000 | Lázadás a börtönszigeten                    | Nella terra di nessuno                | L'avvocato Scalzi           |                     |
| 2003 | Dogville – A menedék                        | Dogville                              | Jack McKay                  | Fülöp Zsigmond      |
| 2006 | Párizs, szeretlek!                          | Paris, je t'aime                      | Ben                         | Végvári Tamás       |
| 2008 |                                             | Eve (rövidfilm)                       | Joe                         |                     |
| 2010 | A 13-as                                     | 13                                    | Schlondorff                 | Versényi László     |

### Televízió
| Év        | Magyar cím                               | Eredeti cím                            | Szerep                         | Megjegyzések                                             |
| --------- | ---------------------------------------- | -------------------------------------- | ------------------------------ | -------------------------------------------------------- |
| 1951–1954 |                                          | Danger                                 | ismeretlen szerepek            | 4 epizód                                                 |
| 1952–1953 |                                          | Treasury Men in Action                 | Bowman                         | 2 epizód                                                 |
| 1954      |                                          | The United States Steel Hour           | Richard Elgin Jr.              | 1 epizód                                                 |
| 1954      |                                          | Justice                                | ismeretlen szerepek            | 3 epizód                                                 |
| 1957–1958 |                                          | Playhouse 90                           | M. Paul / Stanley Carr         | 2 epizód                                                 |
| 1963–1964 |                                          | Arrest and Trial                       | Nick Anderson nyomozó őrmester | 30 epizód                                                |
| 1967–1968 |                                          | Run for Your Life                      | Paul Bryan                     | - főszereplő (85 epizód) - rendező (5 epizód)            |
| 1974      | A királynő törvényszéke                  | QB VII                                 | Abe Cady                       | - minisorozat (2 epizód) - magyar hangja: - Epres Attila |
| 1974–1975 | Columbo                                  | Columbo                                | nem szerepel                   | rendező (2 epizód)                                       |
| 1977      | Richie halála                            | The Death of Richie                    | George Werner                  | - tévéfilm - magyar hangja: - Szabó Gyula                |
| 1982      | A tisztesség ára (Becsületbeli ügy)      | A Question of Honor                    | Joe DeFalco nyomozó            | - tévéfilm - magyar hangja: - Végvári Tamás              |
| 1985      | Korai tél (Végzetes diagnózis: AIDS)     | An Early Frost                         | Nick Pierson                   | - tévéfilm - magyar hangja: - Kristóf Tibor              |
| 1990      | A felső tízezer                          | People Like Us                         | Gus Bailey                     | tévéfilm                                                 |
| 1991      | Hazug csókok                             | Lies Before Kisses                     | Grant Sanders                  | tévéfilm                                                 |
| 1993      | Vak bosszú                               | Blindsided                             | Ira Gold                       | tévéfilm                                                 |
| 1994      | Balhés bankett                           | Parallel Lives                         | Charlie Duke                   | tévéfilm                                                 |
| 1994      | Végzetes eskü                            | Fatal Vows: The Alexandra O'Hara Story | Papa                           | tévéfilm                                                 |
| 1995      | Börtönrodeó                              | Convict Cowboy                         | börtönigazgató                 | tévéfilm                                                 |
| 1998      | Damaszkusz kincse                        | Il tesoro di Damasco                   | Gregorio Kos                   | tévéfilm                                                 |
| 1999      | Csillagpor                               | Tre stelle                             | Marshall ezredes               | minisorozat                                              |
| 2001      | Esküdt ellenségek: Különleges ügyosztály | Law & Order: Special Victims Unit      | ügyvéd                         | 1 epizód                                                 |
| 2001      | Brian éneke                              | Brian's Song                           | Halas edző                     | - tévéfilm - magyar hangja: - Kristóf Tibor              |
| 2002      | Pasifogó kísérletek                      | Hysterical Blindness                   | Nick                           | tévéfilm                                                 |
| 2005      | II. János Pál – A béke pápája            | Pope John Paul II                      | Agostino Casaroli bíboros      | - minisorozat - magyar hangja: - Szersén Gyula           |
| 2006      | Tisztelet kérdése                        | L'onore e il rispetto                  | Fred Di Venanzio               | 1 epizód                                                 |
| 2006      | Csendes Don                              | Quiet Flows the Don                    | Secretov tábornok              | minisorozat                                              |

## Fordítás
- Ez a szócikk részben vagy egészben  a   Ben Gazzara című angol Wikipédia-szócikk fordításán alapul.  Az eredeti cikk szerkesztőit annak laptörténete sorolja fel. Ez a jelzés csupán a megfogalmazás eredetét és a szerzői jogokat jelzi, nem szolgál a cikkben szereplő információk forrásmegjelöléseként.